# 채후 제
채후 제(蔡侯 齊, ? ~ 기원전 447년 재위: 기원전 450년 ~ 기원전 447년)는 중국 춘추 시대 채나라의 마지막 군주이다.

## 생애
아버지 원후가 즉위한 지 6년 만에 죽으니, 뒤를 이어 즉위하였다.
채후 제 4년(기원전 447년), 초 혜왕이 채나라를 침략하였다. 초나라 영윤 자발(子發)이 군세를 이끌고 채나라를 정벌하여 멸망시켰고, 채후 제는 자발에게 사로잡혔다. 곧 제가 죽으니, 국통이 끊겼다. 자발은 초나라 신하 두세 명을 보내 채나라 땅을 다스리게 하였다.